# حشرات کمین‌نشین
حشرات کمین‌نشین (نام علمی: Phymatinae) نام یک زیرخانواده از تیره سن ضارب است.